# 広島瓦斯電軌300形電車
広島瓦斯電軌300形電車（ひろしまがすでんき300がたでんしゃ）は、広島瓦斯電軌（後の広島電鉄）が1938年に大阪市電気局（大阪市電、後の大阪市交通局）より中古車両を購入して導入した電車（路面電車車両）である。広島市への原子爆弾投下で被災したことより被爆電車でもある。

## 概要
1938年に大阪市電気局501形を5両譲り受け、導入した。1912年製の木製ボギー車で、広島電鉄初のボギー車でもある。入線当初は300 - 304と車番が付与され、後に300が305に改番され301 - 305となった。
マキシマム・トラクション台車（親子台車）と呼ばれる、前後側が787mm・中央側が533mmと2軸の車輪径の異なる特殊な台車が使われていたことで脱線が頻発し、あまり多く運用されなかった。
広島市への原子爆弾投下時には、全車桜土手引込線（「広陵中学前電停」付近、現在の県病院前電停）に停泊していた。5両のうち3両が中破、2両は無被災だったものの、先述の特殊な機構のために復旧されずに全車廃車になった。

## 原子爆弾による被害
| 車番 | 被災場所・状況             | 状態   | 復旧     | 備考 |
| 301  | 桜土手引込線に停泊していた | 中破   | 廃車処分 |      |
| 302  | 桜土手引込線に停泊していた | 中破   | 廃車処分 |      |
| 303  | 桜土手引込線に停泊していた | 中破   | 廃車処分 |      |
| 304  | 桜土手引込線に停泊していた | 無被災 | 廃車処分 |      |
| 305  | 桜土手引込線に停泊していた | 無被災 | 廃車処分 |      |

## 各車状況
| 車番 | 大阪時代 車番 | 大阪での竣工 | 広電譲渡 | 所属車庫          | 備考                                               |
| 301  |               | 1912年4月    | 1938年   | 1951年1月27日廃車 | 原爆被爆から復旧されなかった                       |
| 302  |               | 1912年4月    | 1938年   | 1951年1月27日廃車 | 原爆被爆から復旧されなかった                       |
| 303  |               | 1912年4月    | 1938年   | 1951年1月27日廃車 | 原爆被爆から復旧されなかった                       |
| 304  |               | 1912年4月    | 1938年   | 1951年1月27日廃車 | 原爆被爆から復旧されなかった                       |
| 305  |               | 1912年4月    | 1938年   | 1951年1月27日廃車 | 入線当初は300号だった 原爆被爆から復旧されなかった |